# Регіональний центр радіоелектронної розвідки «Захід» (Україна)
Регіональний центр радіоелектронної розвідки «Захід» (РЦ РЕР «Захід», в/ч А0508) — формування в складі Сухопутних військ України.

## Історія

### СРСР
Історія військової частини розпочалася 19 серпня 1932 року, коли на виконання наказу Командувача Кавказької Червонопрапорної армії Закавказького військового округу у місті Тбілісі на базі окремого радіотелеграфного взводу 2-го радіобатальйону була сформована 6-та окрема спеціальна радіорозвідувальна рота.
1935 року 6-та радіорота переформована у 6-й окремий радіодивізіон, а 1939 року наказом Народного комісара оборони СРСР цей дивізіон перейменовано у 430-й радіодивізіон Західного військового округу.
Бойове хрещення дивізіон отримав у радянсько-фінській війні 1939—1940 років, під час якої за успішне виконання завдань командування два офіцери дивізіону були нагороджені орденами Червоної Зірки.
1940 року 430-й радіодивізіон був перейменований у 442-й окремий радіодивізіон особливого призначення.
Другу світову війну дивізіон зустрів у складі Закавказького фронту. У листопаді 1941 року розвідники дивізіону брали участь у проведенні Кримської операції, під час якої визначали базування ворожої авіації на аеродромах Криму і Півдня України, слідкували за її переміщенням та визначали розташування штабів сухопутних угруповань фашистських військ. У січні 1942 року, в рамках Кримської операції, дивізіон разом зі штурмовими частинами був десантований у район міста Керч.
З травня по листопад 1942 року розвідники дивізіону у складі Північно-Кавказького і Закавказького фронтів брали участь у Кавказькій оборонній операції.
З листопада 1942 по березень 1943 року особовий склад 442-го окремого радіодивізіону брав участь у наступальній операції Закавказького фронту з визволення Краснодару та Ростова-на-Дону.
У квітні 1943 року розвідники дивізіону у складі Воронезького фронту брали участь в оборонній операції на Курській дузі. За декілька місяців до початку Курської битви фашисти значно активізували повітряну розвідку. Перехоплюючи, систематизуючи та аналізуючи радіообмін фашистської авіації, насамперед відкриті переговори, радянські радіорозвідники виявили закономірності організації та ведення німецької авіаційної розвідки та закладених в її радіозв'язку розвідувальних ознак. Така методологія дала можливість радянському командуванню оцінити та спрогнозувати розташування та імовірний характер дій сухопутних угруповань фашистів. Зокрема, напередодні Курської битви вдалося встановити напрямок зосередження основних зусиль противника. Результати проведеної роботи вважаються одним з найбільших досягнень радіорозвідки Червоної армії в роки Другої світової війни.
У серпні 1943 року 442-й радіодивізіон під час Бєлгородсько-Харківської наступальної операції у складі Степового фронту здійснював розвідку складу, стану та характеру дій угруповань противника.
Впродовж вересня–жовтня 1943 року дивізіон брав участь у забезпеченні форсування Дніпра радянськими військами та Кіровоградській наступальній операції, під час якої радіорозвідники своєчасно викрили прибуття резервів противника та перегрупування фашистських військ.
442-й окремий радіодивізіон особливого призначення брав активну участь у визволенні України від фашистських загарбників. Так, у січні 1944 року розвідники дивізіону брали участь у Корсунь-Шевченківської операції, у березні 1944 року — в Умансько-Ботошанській операції та у липні 1944 року — в Яссько-Кишинівській операції.
Впродовж вересня 1944 року–лютого 1945 років дивізіон брав участь у визволенні Румунії та Угорщини, у березні–квітні 1945 року — у визволенні Відня. При цьому під визволення Будапешта в оточення потрапило потужне угруповання фашистських військ. З метою розблокування оточення німецьке командування у січні 1945 року завдало 3 контрудари по радянських військах. Завдяки зусиллям розвідки, у тому числі радіорозвідки, плани фашистів було заздалегідь викрито та вжито відповідних заходів з недопущення розблокування оточених німецьких військ.
За проявлену мужність у боях з німецько-фашистськими загарбниками та за здобуту цінну розвідувальну інформацію про ворога в роки війни значну кількість особового складу 442-го окремого радіодивізіону особливого призначення було відзначено державними нагородами, зокрема, орденами: Кутузова ІІІ ступеня — 1 військовослужбовця, Червоної Зірки — 101, Вітчизняної війни — І ступеня — 8, Вітчизняної війни — ІІ ступеня — 34, Слави ІІІ ступеня — 7.
Другу світову війну частина завершила у столиці Австрії у складі військ 2-го Українського фронту.
1951 року наказом Міністра оборони СРСР 19 серпня визначено днем частини, який відзначається щороку.
1952 року 442-й окремий радіодивізіон особливого призначення переформовано у 62-й окремий радіополк особливого призначення (орп ОсП).
Відповідно до Указу Президії Верховної Ради СРСР від 22 лютого 1968 року за заслуги, проявлені в боях за Батьківщину, і у зв'язку з 50-річчям Радянської армії частина нагороджена орденом Червоної Зірки.
Згідно з наказом начальника Генерального штабу ЗС СРСР у червні 1980 року на базі 62 орп ОсП створена 147-ма окрема радіотехнічна бригада ОсП.
Особовий склад бригади чотири рази нагороджувався перехідним Червоним Прапором та протягом трьох років отримував перехідний вимпел Військової Ради Прикарпатського військового округу.

### Україна

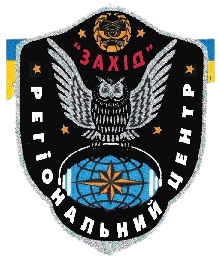
Старий варіант емблеми

У лютому 1992 року особовий склад частини склав присягу на вірність українському народові.
З 30 жовтня 2004 року 147-ма окрема радіотехнічна бригада особливого призначення переформована у Регіональний центр радіоелектронної розвідки «Захід».
18 листопада 2015 року Указом Президента України № 646/2015 найменування військової частини змінено з Регіональний ордена Червоної Зірки центр радіоелектронної розвідки «Захід» на Регіональний центр радіоелектронної розвідки «Захід».
2021 року військовослужбовці частини виграли бронзові нагороди чемпіонату серед військових частин оперативного командування «Захід» з боксу.

## Структура

### 2013[5]
- - окремий центр РЕР (Закарпатська область)
  - окремий центр РЕР (Вінницька область)
  - маневровий центр РЕР (Волинська область)